# Fryderyk Rulf
Fryderyk Rulf (ur. 8 sierpnia 1820 w Pradze, zm. 11 kwietnia 1900) – prawnik, rektor Uniwersytetu Lwowskiego w latach 1862 i 1869, poseł-wirylista do Sejmu Krajowego Galicji.
Studia odbył w Pradze uzyskując w 1845 stopień doktora praw. Od 1850 wykładał prawo w Preszburgu. Na Uniwersytet Lwowski został mianowany 27 czerwca 1858. Przeszedł na emeryturę w 1891 z tytułem radcy dworu.